# Wendia siifolia
Wendia siifolia är en flockblommig växtart som beskrevs av Philipp Johann Ferdinand Schur. Wendia siifolia ingår i släktet Wendia och familjen flockblommiga växter. Inga underarter finns listade i Catalogue of Life.